# 민진장
민진장(閔鎭長, 1649년 ~ 1700년)은 조선시대 후기의 척신으로 본관은 여흥이다. 자는 치구(稚久), 시호는 문효공(文孝公)이다.

## 생애
좌의정 민정중의 아들이자, 여양부원군 민유중의 조카이며, 관찰사 민광훈의 손자이다. 인현왕후의 사촌이기도 하다. 송시열의 문인으로, 1669년(현종 10) 사마시에 합격하고 1686년(숙종 12) 별시문과에 장원으로 급제하여 곧 당상관으로 승진되었다. 여러 언관(言官)을 역임하고 도승지, 형조판서, 병조판서, 호조판서, 한성부판윤, 판의금부사, 우참찬, 대사헌 등을 거쳐, 1700년 우의정에 이르렀다.

## 사후
《민진장 묘역》은 경기도 여주시 점동면 부구리에 있다. 봉분은 단분으로 정경부인 의령남씨와의 합장묘이다. 석물로는 묘비 1기, 상석,향로석,혼유석 각 1기, 문인석 1쌍 및 계체석 등이 있다. 묘역에서 약 30m 아래에 신도비 1기가 있다. 망주석은 높이 198cm의 규모로 좌측은 내려가고, 우측은 올라가는 형태의 쥐모양이 생동감있게 양각되어 있다. 묘역 아래 있는 신도비는 팔작지붕의 옥개석 위에 두 마리의 이룡(螭龍)이 몸이 뒤엉켜 서로 다른 방향을 바라보게 얹은 것이 특징적이다. 그리고 기대의 좌우 측면에는 앉아 있는 1마리의 해태를 양각하였고, 기대의 후면에는 연화당초문을 양각하여 놓았다. 이와 같은 조각의 신도비는 그 예도 드물뿐 아니라 조각 수법이 뛰어나 예술적 가치가 높다. 2006년 5월 17일 경기도의 기념물 제199호로 지정되었다.
효성이 극진하여 정려비가 세워졌다.

## 가족 관계
- 조부 : 민광훈(閔光勳)
- 조모 : 연안이씨(延安李氏), 이조판서 이광정(李光庭)의 딸
  - 아버지 : 민정중(閔鼎重)
  - 어머니 : 남양 홍씨, 홍처윤의 딸
    - 부인 : 의령 남씨, 남이성(南二星)의 딸
      - 장남 : 민재수(閔在洙)
        - 손자 : 민백남(閔百男)

      - 차남 : 민계수(閔啓洙)
        - 손자 : 민백붕(閔百朋)

      - 삼남 : 민안수(閔安洙)
        - 손자 : 민백징(閔百徵)

      - 사남 : 민학수(閔學洙)
        - 손자 : 민백능(閔百能)

      - 오남 : 민덕수(閔德洙)
        - 손자 : 민백헌(閔百憲)